# Tat'jana Kovylina
Tat'jana Kovylina (in russo Татьяна Ковылина?; Kazan', 4 novembre 1981) è una modella russa.
Il 2002 è l'anno della sua comparsa sulle scene. Apparsa sulla copertina di Madame Figaro, ha sfilato per Ágatha Ruiz de la Prada, Cerruti, Donna Karan, Cynthia Rowley, Gai Mattiolo, Vera Wang, Chado Ralph Rucci, Oscar de la Renta, Narciso Rodriguez, Nicole Miller, Alberta Ferretti, Enrico Coveri, John Richmond, Alexandre Herchcovitch, Laura Biagiotti, Bottega Veneta, John Varvatos, Iceberg, Douglas Hannant, Trussardi e molti altri.

Prende parte, inoltre, al Victoria's Secret Fashion Show nel 2005 e nel 2009 e partecipa, nel 2007, al video musicale del singolo Falling Down dei Duran Duran.